# Salernitana Sport 1988-1989
Questa pagina raccoglie i dati riguardanti la Salernitana Sport nelle competizioni ufficiali della stagione 1988-1989.

## Stagione
Nonostante il grande acquisto di Agostino Di Bartolomei, ex Campione d'Italia con la Roma nel 1983, operazione portata a compimento grazie al nuovo direttore sportivo Enrico Alberti che costruisce una squadra sulla carta molto competitiva, la Salernitana 1988-89 dovrà nuovamente rinviare la promozione in Serie B. Alberti inoltre si dimette allorquando il presidente Soglia esonera il tecnico Carlo Soldo dopo una brutta prova in Coppa Italia Serie C, ove la Salernitana si ferma ai sedicesimi.
Al posto di Soldo il vuoto sulla panchina viene colmato provvisoriamente da Luigi Gigante per una settimana, il tempo necessario per raggiungere l'accordo con l'allenatore Antonio Pasinato, il quale per dare una scossa alla squadra esclude dalla rosa proprio Di Bartolomei. 
La scelta si rivelerà essere disastrosa, sicché Pasinato sarà sostituito dal ritorno di Lamberto Leonardi, che costruirà la squadra proprio attorno a Di Bartolomei e la condurrà alla salvezza con tre giornate d'anticipo.

## Divise e sponsor
Lo sponsor tecnico per la stagione 1988-1989 è N2, mentre lo sponsor ufficiale è Antonio Amato. La prima divisa è interamente granata chiaro, mentre la seconda è composta da una maglietta bianca e pantaloncini granata.
| Casa | Trasferta |

## Rosa
| N. |                   | Ruolo | Calciatore           |
| -- | ----------------- | ----- | -------------------- |
|    | Italia (bandiera) | P     | Luigi Imparato       |
|    | Italia (bandiera) | P     | Matteo Mancuso       |
|    | Italia (bandiera) | D     | Claudio Cocco        |
|    | Italia (bandiera) | D     | Carmine Della Pietra |
|    | Italia (bandiera) | D     | Giuseppe Di Sarno    |
|    | Italia (bandiera) | D     | Ciro Ferrara         |
|    | Italia (bandiera) | D     | Gianluca Grassadonia |
|    | Italia (bandiera) | D     | Bruno Incarbona      |
|    | Italia (bandiera) | D     | Vincenzo Marino      |
|    | Italia (bandiera) | D     | Giovanni Spirito     |
|    | Italia (bandiera) | C     | Michele Amato        |
|    | Italia (bandiera) | C     | Alberto Borsa        |
|    | Italia (bandiera) | C     | Stefano Dalla Costa  |

| N. |                   | Ruolo | Calciatore             |
| -- | ----------------- | ----- | ---------------------- |
|    | Italia (bandiera) | C     | Agostino Di Bartolomei |
|    | Italia (bandiera) | C     | Giacinto Di Battista   |
|    | Italia (bandiera) | C     | Livio Maranzano        |
|    | Italia (bandiera) | C     | Luciano Mauro          |
|    | Italia (bandiera) | C     | Marco Pecoraro Scanio  |
|    | Italia (bandiera) | C     | Matteo Memoli          |
|    | Italia (bandiera) | A     | Vittorio Cozzella      |
|    | Italia (bandiera) | A     | Angelo Crialesi        |
|    | Italia (bandiera) | A     | Vincenzo Gagliano      |
|    | Italia (bandiera) | A     | Antonio Guarino        |
|    | Italia (bandiera) | A     | Adelino Zennaro        |
|    | Italia (bandiera) | A     | Marco Romiti           |
|    | Italia (bandiera) | A     | Paolo Sacchetti        |

## Risultati

### Serie C1

#### Girone di andata
| 11 settembre 1988 1ª giornata                      | Salernitana | 1 – 1     | Casarano |  |
| \| \| \| \| \| Romiti \| Marcatori \| Foglietti \| |             |           |          |  |
|                                                    |             |           |          |  |
| Romiti                                             | Marcatori   | Foglietti |          |  |

| 18 settembre 1988 2ª giornata | Cagliari | 2 – 0 | Salernitana |  |

| 25 settembre 1988 3ª giornata | Salernitana | 2 – 2 | Palermo |  |

| 2 ottobre 1988 4ª giornata | Salernitana | 4 – 0 | Campobasso |  |

| 9 ottobre 1988 5ª giornata              | Giarre    | 1 – 0 | Salernitana |  |
| \| \| \| \| \| Prima \| Marcatori \| \| |           |       |             |  |
|                                         |           |       |             |  |
| Prima                                   | Marcatori |       |             |  |

| 16 ottobre 1988 6ª giornata | Salernitana | 1 – 1 | Ischia Isolaverde |  |

| 23 ottobre 1988 7ª giornata | Frosinone | 1 – 0 | Salernitana |  |

| 30 ottobre 1988 8ª giornata | Salernitana | 2 – 2 | Brindisi |  |

| 6 novembre 1988 9ª giornata | Francavilla | 1 – 0 | Salernitana |  |

| 13 novembre 1988 10ª giornata | Salernitana | 2 – 1 | Rimini |  |

| 20 novembre 1988 11ª giornata | Foggia | 2 – 0 | Salernitana |  |

| 27 novembre 1988 12ª giornata | Salernitana | 1 – 0 | Perugia |  |

| 4 dicembre 1988 13ª giornata | Casertana | 0 – 0 | Salernitana |  |

| 11 dicembre 1988 14ª giornata | Salernitana | 3 – 1 | Vis Pesaro |  |

| 18 dicembre 1988 15ª giornata | Torres | 0 – 0 | Salernitana |  |

| 31 dicembre 1988 16ª giornata | Salernitana | 2 – 1 | Monopoli |  |

| 7 gennaio 1989 17ª giornata | Catania | 5 – 0 | Salernitana |  |

#### Girone di ritorno
| 15 gennaio 1989 18ª giornata | Casarano | 2 – 0 | Salernitana |  |

| 22 gennaio 1989 19ª giornata | Salernitana | 1 – 2 | Cagliari |  |

| 5 febbraio 1989 20ª giornata | Palermo | 1 – 1 | Salernitana |  |

| 12 febbraio 1989 21ª giornata | Campobasso | 1 – 1 | Salernitana |  |

| 19 febbraio 1989 22ª giornata | Salernitana | 0 – 0 | Giarre |  |

| 5 marzo 1989 23ª giornata | Ischia Isolaverde | 1 – 5 | Salernitana |  |

| 12 marzo 1989 24ª giornata | Salernitana | 2 – 1 | Frosinone |  |

| 19 marzo 1989 25ª giornata | Brindisi | 2 – 0 | Salernitana |  |

| 25 marzo 1989 26ª giornata | Salernitana | 2 – 0 | Francavilla |  |

| 9 aprile 1989 27ª giornata | Rimini | 3 – 1 | Salernitana |  |

| 16 aprile 1989 28ª giornata | Salernitana | 0 – 0 | Foggia |  |

| 23 aprile 1989 29ª giornata | Perugia | 1 – 1 | Salernitana |  |

| 30 aprile 1989 30ª giornata | Salernitana | 2 – 2 | Casertana |  |

| 14 maggio 1989 31ª giornata | Vis Pesaro | 1 – 2 | Salernitana |  |

| 21 maggio 1989 32ª giornata | Salernitana | 0 – 0 | Torres |  |

| 28 maggio 1989 33ª giornata | Monopoli | 2 – 0 | Salernitana |  |

| 4 giugno 1989 34ª giornata | Salernitana | 1 – 1 | Catania |  |